# 61. sydlige breddekreds
Den 61. sydlige breddekreds (eller 61 grader sydlig bredde) er en breddekreds, der ligger 61 grader syd for ækvator. Den løber gennem Sydlige Ishav. Denne breddekreds løber som den eneste i verden, kun igennem vand (i flydende tilstand).